# Kiatisuk Senamuang
Kiatisuk Senamuang (provincia de Khon Kaen, Tailandia, 11 de agosto de 1973), también conocido como Zico, es un exfutbolista y entrenador tailandés. Jugaba de delantero y su último club fue el Hoang Anh Gia Lai FC de la V-League. Actualmente es el director técnico del Bangkok F. C. de la Primera División de Tailandia.
Senamuang es el futbolista tailandés que más partidos ha jugado a nivel internacional con su selección,. En 1996 cuando jugaba en el Rajpracha FC marcó un total de 127 goles anotados en 71 partidos, consiguiendo así el récord de máximo goleador en un año natural.

## Trayectoria

### Como jugador
| Club                   | País       | Año       |
| ---------------------- | ---------- | --------- |
| Krung Thai Bank FC     | Tailandia  | 1989-1995 |
| Rajpracha FC           | Tailandia  | 1995-1996 |
| Police United FC       | Tailandia  | 1997-1998 |
| Perlis FA              | Malasia    | 1998-1999 |
| Huddersfield Town      | Inglaterra | 1999-2000 |
| Rajpracha FC           | Tailandia  | 2000-2001 |
| Singapore Armed Forces | Singapur   | 2001-2002 |
| Hoang Anh Gia Lai FC   | Vietnam    | 2002-2006 |

### Como entrenador
| Club                 | País      | Año       |
| -------------------- | --------- | --------- |
| Hoang Anh Gia Lai FC | Vietnam   | 2006      |
| BBCU FC              | Tailandia | 2008      |
| Chonburi FC          | Tailandia | 2008-2009 |
| Hoang Anh Gia Lai FC | Vietnam   | 2010      |
| BBCU FC              | Tailandia | 2011-2012 |
| Bangkok FC           | Tailandia | 2012-2013 |
| Tailandia Sub-23     | Tailandia | 2013      |
| Tailandia            | Tailandia | 2014-2017 |
| Port FC              | Tailandia | 2017      |
| Hoang Anh Gia Lai FC | Vietnam   | 2020-2024 |
| Cong An Ha Noi FC    | Vietnam   | 2024-Act. |

## Palmarés

### Campeonatos nacionales
| Título               | Club                 | País    | Año  |
| -------------------- | -------------------- | ------- | ---- |
| V-League             | Hoang Anh Gia Lai FC | Vietnam | 2003 |
| V-League             | Hoang Anh Gia Lai FC | Vietnam | 2004 |
| Supercopa de Vietnam | Hoang Anh Gia Lai FC | Vietnam | 2003 |
| Supercopa de Vietnam | Hoang Anh Gia Lai FC | Vietnam | 2004 |

### Campeonatos internacionales
| Título                           | Equipo    | País                | Año  |
| -------------------------------- | --------- | ------------------- | ---- |
| Copa del Rey                     | Tailandia | Tailandia           | 1994 |
| Campeonato de Fútbol de la ASEAN | Tailandia | Singapur            | 1996 |
| Copa del Rey                     | Tailandia | Tailandia           | 2000 |
| Campeonato de Fútbol de la ASEAN | Tailandia | Tailandia           | 2000 |
| Campeonato de Fútbol de la ASEAN | Tailandia | Singapur/ Indonesia | 2002 |
| Copa del Rey                     | Tailandia | Tailandia           | 2006 |

(*) Incluyendo la selección